# Polystachya montiquetiana
Polystachya montiquetiana är en orkidéart som beskrevs av Tariq Stévart och Daniel Geerinck. Polystachya montiquetiana ingår i släktet Polystachya och familjen orkidéer. Inga underarter finns listade i Catalogue of Life.